# Nystadi béke
A nystadi béke, amelyet Julián naptár szerint 1721. augusztus 30-án, Gergely-naptár szerinti szeptember 10-én írtak alá Uusikaupunki városában (mai Finnország), véget vetett az 1700 és 1721 közötti nagy északi háborúnak. 
Orosz részről Heinrich Johann Friedrich Ostermann, német származású orosz diplomata kötötte meg a nystadi békét.
A szerződés értelmében Svédország átadta Oroszországnak Észtországot, svéd Livóniát és Ingermanlandot, valamint Karélia legnagyobb részét és Viborg várát. I. Péter cár lett az új uralkodója ezeknek a területeknek, aki a nystadi békekötés után két hónappal felvette az imperator címet, és Oroszország hivatalos elnevezését Orosz Birodalomra változtatta. Ezzel új nagyhatalom született.